# 2026 Cottrell
2026 Cottrell је астероид главног астероидног појаса са средњом удаљеношћу од Сунца која износи 2,447 астрономских јединица (АЈ).
Апсолутна магнитуда астероида је 12,8.